# 孤獨 (歌曲)
《孤獨》（英語：Loneliness）是香港歌手鄧紫棋於2020年10月8日發行的單曲。

## 創作背景
某個凌晨，鄧紫棋漫無目的坐在熱鬧過後空無一人的街道上，看著皎潔的月亮看到天亮。她心裡迴響著無數問題：
|          | 「人生的意義為何？努力是為了什麼？真正的自己是誰？」 |
| ——鄧紫棋 |                                                      |

連續很多個凌晨，她看著月亮彈著貝多芬的月光奏鳴曲，也許是因為離家數月想家了，也許是因為凌晨總會情緒泛濫，但也許無論身邊有沒有人陪伴，有些事終究只能一個人面對，所以人總會感覺孤獨。於是，她寫了《孤獨》。鄧紫棋希望藉著用自身最孤獨的剖白，安慰同樣感到孤獨的無數靈魂，「這首歌， 送給所有曾經或正在感到孤獨的人們。」

## 音樂影片
官方音樂影片於2021年3月14日正式發佈，由秦梓銘執導。MV中G.E.M.帶大家走進一間畫廊，牆上每幅畫都象徵她自16歲出道以來的不同經歷和感受，場景亦特意配合歌詞的意境，如在滿佈鏡子的紅房中有無數個自己的倒影，表達她在成長過程中，自己給自己排山倒海的壓力。導演更在攝影棚擺放一棵枯樹，以視覺還原歌詞「原來孤獨，是感覺自己是那藍天下的枯樹」，表現當中的無奈和孤獨。

## 製作名單
名單來源：歌曲《孤獨》MV
- 鄧紫棋 - 人聲、詞曲創作
- 貝多芬 - 作曲
- T-Ma 馬敬恆 – 製作人